# Klassiek Centraal
Klassiek Centraal is een feitelijke vereniging gewijd aan de bevordering van klassieke muziek in Vlaanderen, Brussel en Nederland. Het  online magazine is uitgegroeid tot een van de meest gelezen websites over klassieke muziek in het Nederlandstalige gebied. Onder meer door de jaarlijkse 'Uitreiking Gouden Label' van 2009 tot 2019, werd Klassiek Centraal een referentie in het internationale klassieke muzieklandschap.

## Oprichting
De vereniging begon in juni 2006 met een webkrant voor klassieke muziek: 'Klassiek Centraal'. Het werd op maat gemaakt van de voormalige Antwerpse socioculturele website Den Brabo, dat Klassiek Centraal technisch ondersteunde.
De eerste activiteiten die belangstelling wekten, waren de Haydn-Biënnale in Mechelen (najaar 2006) en de petitie voor de redding van het Brussels Conservatorium. Via Klassiek Centraal werden 3.000 handtekeningen verzameld voor deze succesvolle petitie.
'Klassiek Centraal' is een nieuwsbron voor klassieke muziek, zowel voor wat betreft recensies over cd's en over uitvoeringen, alsook via de activiteitenkalender. Er wordt tevens aandacht geschonken aan ballet en opera. Boeken gerelateerd aan muziek worden eveneens regelmatig besproken.

## Groei
Om het online magazine in leven te houden, wordt, naast de bijdragen van de initiatiefnemer, een beroep gedaan op vrijwillige medewerkers. Sinds januari 2009 kan een beroep gedaan worden op ervaren muziekcritici. De eerste medewerker die zich spontaan aanbood, was componist Luc Brewaeys, die in juni 2011 ereredacteur werd, een eretitel die ook postuum blijft.
Het aantal lezers nam sinds de oprichting fors toe, met name nadat het culturele tijdschrift Muziek & Woord van de VRT verdween en de berichtgeving over kunst in het algemeen en klassieke muziek in het bijzonder in de dagbladpers en weekbladen van langsom minder werd.
Van 2010 tot einde 2021 was er een vzw-structuur. Oprichter Ludwig Van Mechelen nam ontslag in augustus 2021 om gezondheidsredenen. Peter Kuipers en Helena Gaudeus hebben sindsdien de leiding over de feitelijke vereniging.

## Gouden Label
In 2009 riep Klassiek Centraal een kwaliteitslabel in het leven, onder de naam Gouden Label. Dit label wordt hoofdzakelijk toegekend aan cd's, maar ook aan succesvolle live-uitvoeringen van klassieke muziek, opera of ballet, aan festivals van klassieke muziek, aan tentoonstellingen en boeken in verband met klassieke muziek. Sinds 2012 wordt er een Gouden Label Carrière en een Gouden Label Aanmoediging uitgereikt en sinds 2014 kent men ook het Gouden Label Management toe. De eerste persoon die dit ontving was Jan Briers. Van de uitreiking hiervan wordt een jaarlijks evenement gemaakt, telkens in de maand juni op de derde zondag.
De eerste Uitreiking Gouden Labels vond plaats in het Kasteel d'Ursel (2009) waarop volgden de Academiezaal Sint-Truiden (2010), de Gotische Zaal van het Stadhuis van Brussel (2011), het Provinciehuis Antwerpen (2012), Stadsschouwburg Mechelen (2013 en 2015), NTGent (2014).
19 juni 2016 bestond Klassiek Centraal 10 jaar en dat werd met onder meer een feestcompositie van Wim Henderickx en een feestrede door Leo Samama gevierd in de Arenbergschouwburg in Antwerpen. Het House of Music (Sint-Petersburg) werkte als partner aan deze viering mee.
In de loop der jaren werd het Gouden Label van Klassiek Centraal door de internationale pers vergeleken met de Nederlandse Edison Klassiek, de Duitse Echo Preise en de Franse Diapason d'Or.
Het 'Gouden Label' werd onder meer toegekend aan cd's of concertuitvoeringen geleid door Ton Koopman, René Jacobs, Philippe Herreweghe, William Christie, Iván Fischer en (bij zijn afscheid) aan de sterdanser van het Koninklijk Ballet van Vlaanderen, Alain Honorez. Andere Gouden Labels werden toegekend aan Jo Haazen, Eliane Rodrigues, Vitaly Samoshko, Pieter Wispelwey het Brussels Philharmonic, het Vlaams Radiokoor, Liebrecht Vanbeckevoort, Jan Brokken, La Petite Bande, Barend Schuurman en vele anderen.